# Eidgenössischer Wettbewerb für Design
Der Eidgenössische Wettbewerb für Design (auch Swiss Design Award genannt) ist ein nationaler Wettbewerb für Design in der Schweiz und wird vom Bundesamt für Kultur seit 1918 jährlich organisiert. In folgenden Kategorien werden Preise vergeben:
- Grafikdesign (Typografie, Editorial Design, Illustration, CI-Design, Webdesign im Rahmen eines grafischen Konzepts)
- Media und Interaction Design (Interaction Design, Programmierung, Animationen)
- Produkte und Objekte (Industrial Design, Möbel, Keramik, Glas, Schmuck)
- Mode- und Textildesign
- Fotografie
- Vermittlung (Publikationen, Plattformen, Webseiten und online Präsentationen, Ausstellungen und andere Tätigkeiten der Designvermittlung) und Szenografie (Ausstellungsgestaltung, Bühnenbilder etc.)
- Designforschung (abgeschlossene praxisorientierte Projekte in den oben genannten Kategorien, insbesondere Research-Through-Design-Projekte)

Der Wettbewerb wird in zwei Runden durchgeführt. In einer ersten Runde legen die Teilnehmer ein Dossier vor. Die von der Kommission ausgewählten Bewerber werden zu einer zweiten Runde eingeladen, wo sie im Rahmen der öffentlichen Ausstellung „Swiss Design Awards“ ihre Arbeit vorstellen. Die Ausstellung findet jedes Jahr in Basel während der Art Basel im Juni statt. Kurz vor der Ausstellungseröffnung bestimmt die Jury die Preisträger. Die Schweizer Grand Prix Design und die Schweizer Designpreise werden am gleichen Abend in Basel verliehen und in der Ausstellung „Swiss Design Awards“ präsentiert. Pro Jahr werden rund 17 Schweizer Designpreise vergeben. Das Preisgeld beträgt 25.000 Franken.
Die Jury besteht aus sieben vom Bundesrat gewählten Mitgliedern der Eidgenössischen Designkommission sowie eingeladenen  Experten.
2012 wurde die bestehende Alters-Obergrenze der Bewerber von 40 Jahren aufgehoben.